# Euphaedra (Euphaedrana) phaethusa
Euphaedra (Euphaedrana) phaethusa es una especie de  Lepidoptera, de la familia Nymphalidae,  subfamilia Limenitidinae, tribu Adoliadini, pertenece al género Euphaedra, subgénero (Euphaedrana).

## Subespecies
- Euphaedra (Euphaedrana) phaethusa phaethusa
- Euphaedra (Euphaedrana) phaethusa aurea (Hecq, 1983)

## Localización
Esta especie de Lepidoptera y las subespecies se encuentran localizadas en Sierra Leona y Zaire (África). 